# مفاعل اختبار الحوض

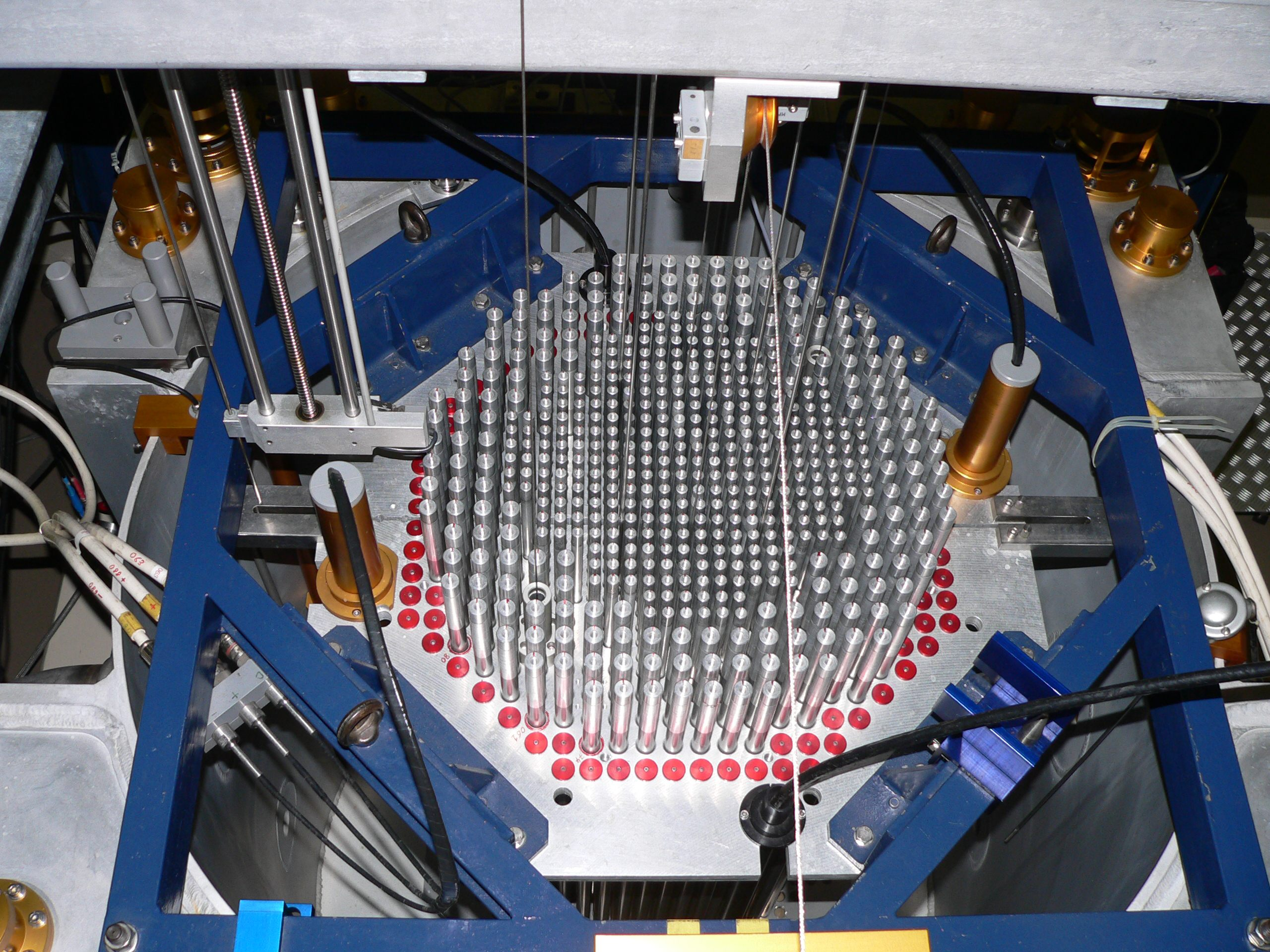
قلب مفاعل "كروكاس" CROCUS وهو مفاعل نووي صغير للأبحاث العلمية

مفاعل اختبار الحوض هو عبارة عن مفاعل من النوع العادي (الخفيف) من نوع حمام السباحة الخاضع للإشراق بالمياه تم تزويده باليورانيوم عالي التخصيب الذي تم بنائه في نهر شالك في عام 1957.

## نبذة
استخدم 93٪ من وقود اليورانيوم المخصب من نوع لوحة الألومنيوم حيث تم استخدام المفاعل لقياس احتراق العينات الانشطارية من قبل البحوث الوطنية التجريبية.

## الإغلاق
في 29 نوفمبر 1957 حقق المفاعل درجة الأهمية الأولى وتولى مهام مفاعل صفر للطاقة التجريبي لقياس تأثيرات تفاعل المواد وتم إغلاقه في عام 1990.

## وصلات خارجية
- قاعدة بيانات حول مفاعلات الطاقة النووية – الوكالة الدولية للطاقة الذرية (بالإنجليزية)
- مؤتمر اليورانيوم يضيف نقاشاً حول حادثة اليابان (بالإنجليزية)
- نقاش: هل تمثل الطاقة النووية حلاً للاحتباس الحراري؟ (بالإنجليزية)
- معهد الطاقة النووية — كيف يعمل: توليد الطاقة الكهربائية (بالإنجليزية)
- فيديو التقنية الذكية تقنية ساك
- مواقع المفاعلات النووية حول العالم. (بالإنجليزية)
- اليورانيوم من الموسوعة العربية العالمية.